# 式守見蔵
式守 見蔵（しきもり けんぞう、式守見藏）は、大相撲の行司の名跡の一つ。江戸期から明治期にかけて6人が名乗ったが、1872年以降襲名されておらず事実上途絶えている。襲名の経緯が不明瞭なことや名跡の格などを考慮しても、今後誰かが襲名する可能性は極めて低いものと思われる。
- 初代 後の2代式守伊之助。襲名期間は天明3年11月～寛政5年3月。
- 2代　襲名期間は寛政6年3月～享和元年3月。
- 3代　後の4代式守伊之助。襲名期間は文化6年2月～文政2年11月。
- 4代　襲名期間は文政12年10月～天保4年2月。
- 5代　襲名期間は天保11年10月～天保12年11月。
- 6代　最高位は10人目。襲名期間は明治元年11月～明治5年4月。